# Galva (Iowa)
|  | Dieser Artikel wurde aufgrund von inhaltlichen Mängeln auf der Qualitätssicherungsseite des Projektes USA eingetragen. Hilf mit, die Qualität dieses Artikels auf ein akzeptables Niveau zu bringen, und beteilige dich an der Diskussion! Eine nähere Beschreibung der zu behebenden Mängel fehlt. |

Galva ist eine City im Ida County im Westen des US-Bundesstaates Iowa. Das U.S. Census Bureau hat bei der Volkszählung 2020 eine Einwohnerzahl von 435 ermittelt. Galva wird vom Iowa Highway 175 tangiert und liegt nahe der Grenze zum Cherokee County, Sac County und Buena Vista County.

## Geographie
Galvas geographische Koordinaten lauten 42° 30′ N, 95° 25′ W (42.506231, −95.418036).
Nach den Angaben des United States Census Bureaus hat die City eine Fläche von 1,84 km2, alles davon ist Land.

## Geschichte
Galva wurde benannt nach Galva in Illinois, woher ein großer Teil der frühen Siedler hergekommen ist.

## Belege
1. ↑  galvaiowa.com. (abgerufen am 13. Februar 2024).
2. ↑  Explore Census Data Galva city, Iowa. Abgerufen am 30. November 2022.
3. ↑  US Gazetteer files: 2010, 2000, and 1990. United States Census Bureau, 12. Februar 2011, abgerufen am 23. April 2011 (englisch).
4. ↑  US Gazetteer files 2010. United States Census Bureau, ehemals im Original (nicht mehr online verfügbar); abgerufen am 11. Mai 2012 (englisch). (Seite nicht mehr abrufbar. Suche in Webarchiven)  Info: Der Link wurde automatisch als defekt markiert. Bitte prüfe den Link gemäß Anleitung und entferne dann diesen Hinweis.
5. ↑  Chicago and North Western Railway Company: A History of the Origin of the Place Names Connected with the Chicago & North Western and Chicago, St. Paul, Minneapolis & Omaha Railways. 1908, S. 75 (englisch, google.com).